# Loïc Corbery

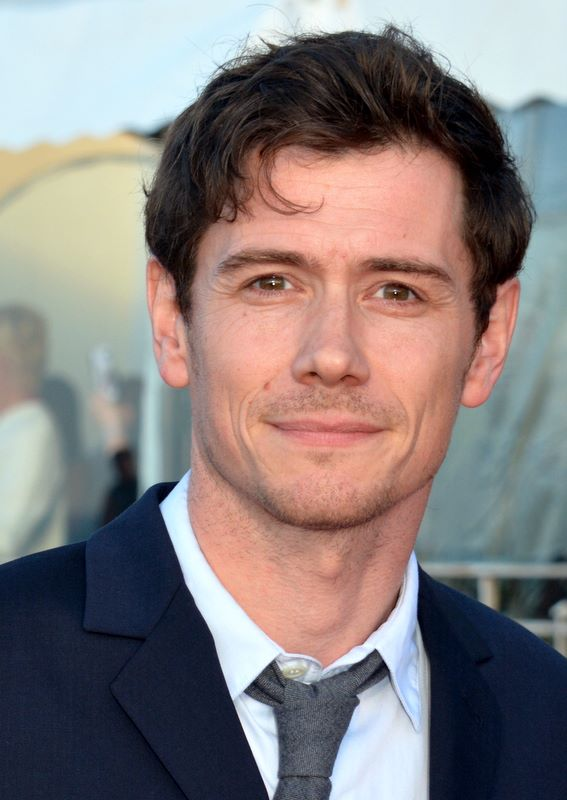
Loïc Corbery (2016)

Loïc Corbery (* 9. Juni 1976 in Avignon) ist ein französischer Schauspieler.

## Leben
Seine erste Rolle in einer Fernsehserie erhielt Corbery 1995 in Julie Lescaut. 1997 erhielt Corbery im Film Marthe seine erste Filmrolle. Insgesamt wirkte er bislang an mehr als 30 Produktionen mit.

## Filmografie (Auswahl)
- 1995: Julie Lescaut (Fernsehserie, 1 Folge)
- 1997: Marthe
- 1998: Terminale
- 1999: Eine andere Welt (Du bleu jusqu'en Amérique)
- 2003: Die Amateure (Les amateurs)
- 2004–2006: Commissaire Valence (Fernsehserie, 6 Folgen)
- 2006: Fête de famille (Fernsehserie, 6 Folgen)
- 2007: Fragile(s)
- 2008: Musée haut, musée bas
- 2011: Die Zeit der Stille (Le temps du silence, Fernsehfilm)
- 2013: Only Lovers Left Alive
- 2014: Sex für Fortgeschrittene (À coup sûr)
- 2014: Pas son genre
- 2016: Sur quel pied danser
- 2017: Grenzenlos (Submergence)
- 2021: L’Opéra – Dancing in Paris (L’Opéra, Fernsehserie, 8 Folgen)
- 2023: Icon of French Cinema